# وروتکی
وروتکی (به آلمانی: Ruttek) یک شهرک در اسلواکی با جمعیت ۷٬۲۴۷ نفر است که در Martin District واقع شده‌است.